# Strongylaspis sericea
Strongylaspis sericea es una especie de escarabajo longicornio del género Strongylaspis, categorizada en la tribu Macrotomini, de la subfamilia Prioninae. Fue descrita por Zajciw en 1970.
El período de actividad en ejemplares adultos se presenta regularmente en enero y entre octubre y diciembre. Existe un ejemplar de la especie en el museo Senckenberg de Historia Natural.

## Descripción
Mide 15,7-27,4 mm de longitud.

## Distribución
Se distribuye por América del Sur: en Brasil, en el estado de Espírito Santo.